# Luka Leget Sremska Mitrovica
Luka Leget Sremska Mitrovica (code BELEX : LKLG) est une entreprise serbe qui a son siège social à Sremska Mitrovica, dans la province de Voïvodine. Elle travaille dans les secteurs des transports et de la logistique.
En serbe, luka signifie « le port ».

## Histoire
Luka Leget Sremska Mitrovica a été admise au libre marché de la Bourse de Belgrade le 21 juillet 2005 ; elle en a été exclue le 21 mai 2012 et a été admise au marché réglementé.

## Activités
Luka Leget est spécialisée dans la manipulation et le stockage de toutes sortes de marchandises transportées par route ou chemin de fer ; elle propose également à ses clients un service de tri, d'emballage et de pesée. La société dispose de 20 000 m2 d'entrepôts couverts et de 10 ha d'entrepôts en plein air ; située au bord de la Save, elle dispose d'équipements pour le chargement et le déchargement des cargos. Elle dispose également d'une flotte susceptible de transporter du gravier et du sable.

## Données boursières
Le 24 juin 2013, l'action de Luka Leget Sremska Mitrovica valait 2 145 RSD (18,73 EUR). Elle a connu son cours le plus élevé, soit 5 500 RSD (48,03 EUR), le 22 octobre 2007 et son cours le plus bas, soit 390 RSD (3,40 EUR), le 24 octobre 2005.
Le capital de Luka Leget Sremska Mitrovica est détenu à hauteur de 80,67 % par des personnes physiques.